# Oxylamia methneri
Oxylamia methneri là một loài bọ cánh cứng trong họ Cerambycidae.